# 1820 en science
| Années de la science : 1817 - 1818 - 1819 - 1820 - 1821 - 1822 - 1823    |
| Décennies de la science : 1790 - 1800 - 1810 - 1820 - 1830 - 1840 - 1850 |

Cet article présente les faits marquants de l'année 1820 en science.

## Événements

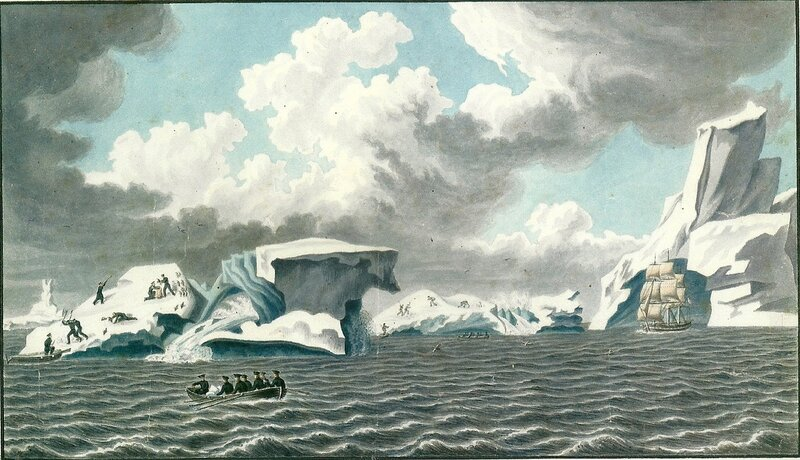
Vue des îles de glace le 4 mars 1820. Aquarelle de l'album de Pavel Mikhailov, peintre de l'expédition Bellingshausen.

- 27 janvier : l'expédition conduite par l'amiral russe Fabian von Bellingshausen, après avoir franchi le cercle polaire, aperçoit le continent Antarctique pour la première fois[1].
- 8 mai : le Congrès des États-Unis approuve la création du Jardin botanique des États-Unis, et le président James Monroe promulgue un projet de loi accordant à l'Institut l'utilisation de cinq acres de terrain[2].

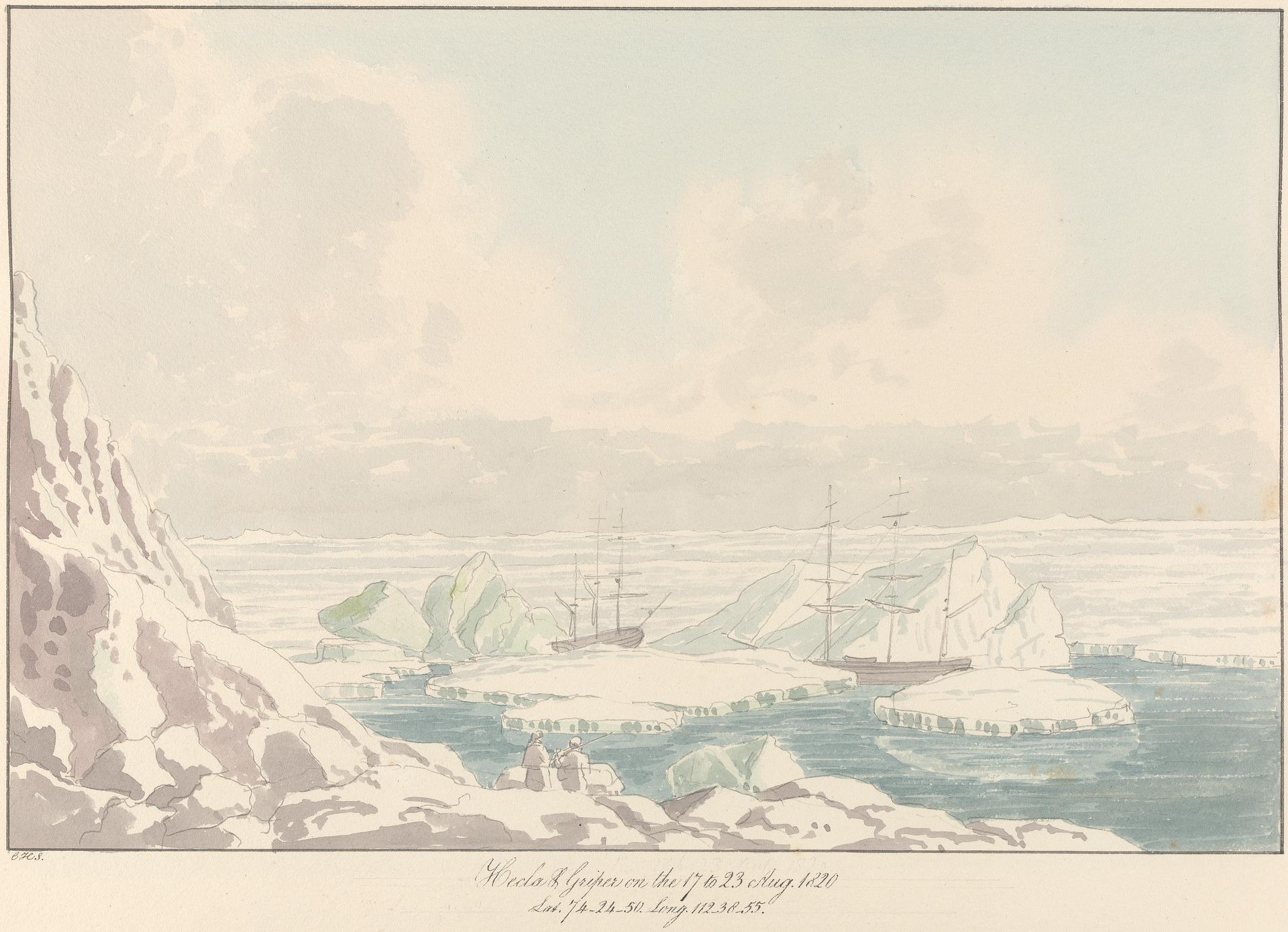
L' et le Griper du 17 au 23 août 1820.

- 1er juin : parti d'Angleterre l'année précédente pour tenter de trouver le passage du Nord-Ouest, le HMS Hecla commandé par William Edward Parry quitte son hivernage de l'île Melville pour explorer les environs. Il ne trouve pas de mer libre de glaces (15 juin). Il avance alors vers le détroit de McClure et atteint la longitude record de 113° 46' W, mais doit rebrousser chemin à cause de la banquise. Le 1er août il repart vers l'est et est de retour à Londres mi-novembre[3].
- 12 octobre : le naturaliste américain John James Audubon quitte Cincinnati avec le capitaine Samuel Cummings, un ingénieur américain chargé d'étudier le système hydrographique de l'Ohio et du Mississippi. Il étudie et dessine différentes espèces d'oiseaux (1820-1821)[4].
- 18 novembre : Charles Xavier Thomas de Colmar obtient un brevet pour son arithmomètre, un calculateur mécanique[5].

### Sciences physiques
- 10 mars : première réunion de la Royal Astronomical Society de Londres, qui obtient sa charte royale le 7 mars 1831[6].

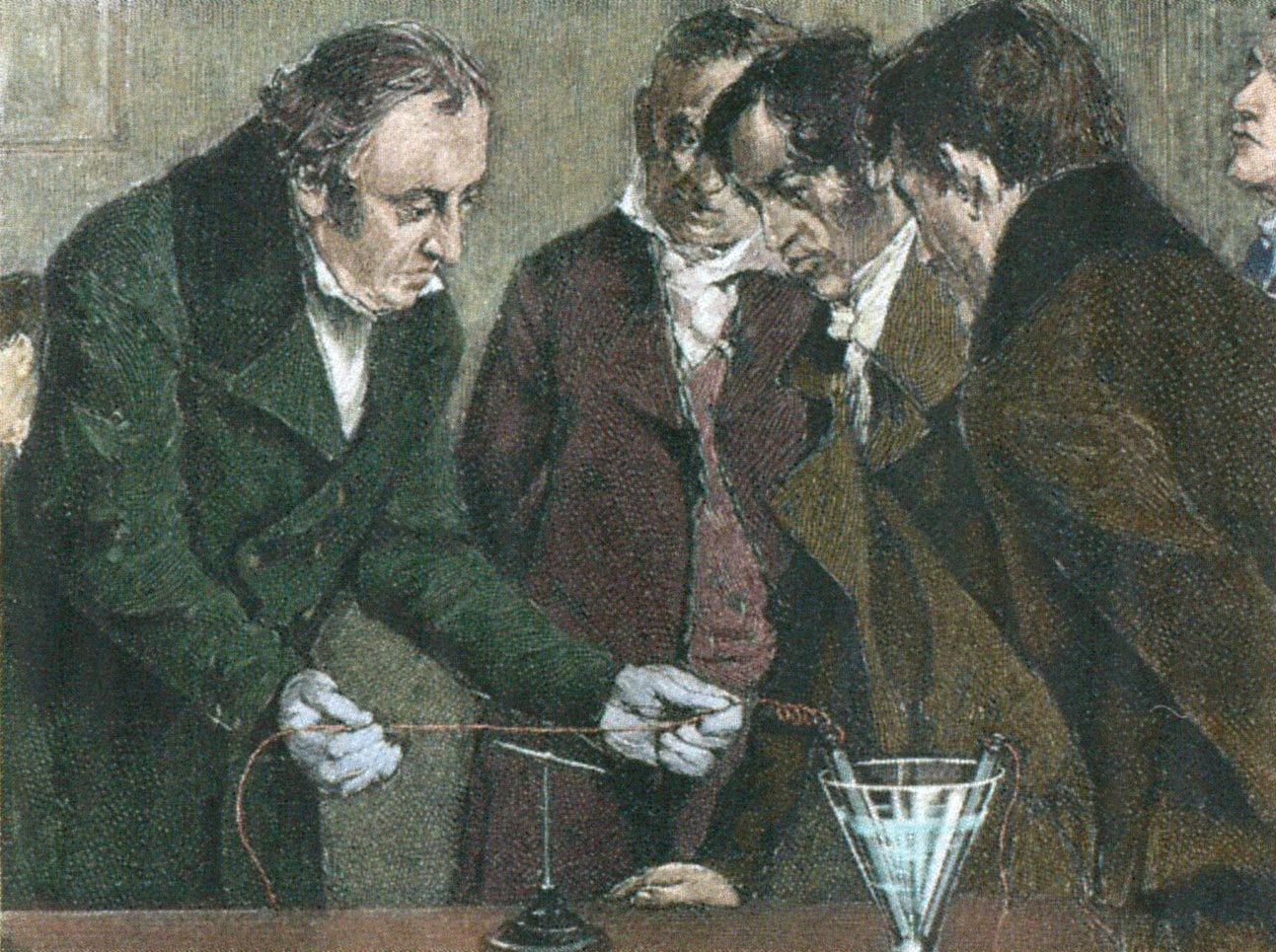
L'expérience d'Ørsted sur le champ magnétique.

- Avril : le physicien danois Hans Christian Ørsted découvre l’existence du champ magnétique créé par le courant électrique[7]. Ampère établit la théorie de ce phénomène qui permet l'émergence de l'électromagnétisme[8].
- 24 mai : le physicien britannique John Herapath (en) présente à la Royal Society un manuscrit intitulé A Mathematical Inquiry into the Causes, Laws and Principal Phenomena of Heat, Gases, Gravitation, etc. . Il propose une version partielle de la théorie cinétique des gaz qui est rejetée comme trop spéculative[9].
- 11 septembre et 16 octobre : Pelletier et Caventou lisent leur mémoire Recherches chimiques sur les quinquinas devant l'Académie des sciences qui rend compte de leur découverte de la quinine[10].
- 16 octobre : le physicien français Ampère présente à l'Académie des sciences le solénoïde[11].
- 20 octobre, Carlton House : arrêté royal qui établit l'Observatoire royal du cap de Bonne-Espérance[12].
- 10 novembre :  Arago et Ampère inventent l’électroaimant[11].
- 18 décembre : les physiciens français Jean-Baptiste Biot et Félix Savart énoncent la « loi de Biot et Savart »[11].

- Thomas Hancock met au point le masticateur qui permet de transformer le caoutchouc brut en une matière pétrissable et améliore la qualité des produits finis[13].

## Publications
- André-Marie Ampère : De l’action exercée sur le courant électrique par un autre courant, le globe terrestre ou un aimant[11]. Résumé des lectures faites à l'Académie des sciences les 9, 16 et 30 octobre et le 30 novembre.
- Friedrich Accum : Treatise on Adulteration of Food and Culinary Poisons  (Traité sur la nourriture frelatée et les poisons culinaires)
- Jean-Baptiste de Lamarck : Système analytique des connaissances positives de l’homme.
- Hans Christian Ørsted : Expériences relatives à l’effet du conflit électrique (Experimenta circa effectum conflictus electrici in acum magneticam), article publié le 21 juillet[11].

## Prix
- Médailles de la Royal Society
  - Médaille Copley : Hans Christian Orsted

## Naissances

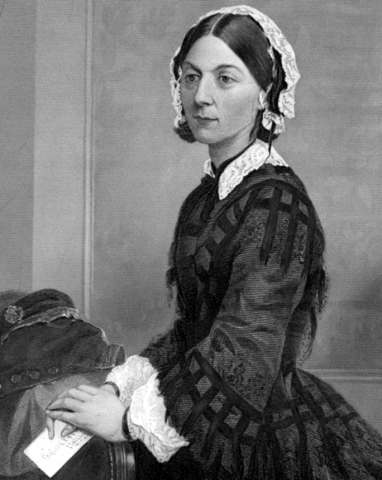
Florence Nightingale

- 18 janvier : Henri Marès (mort en 1901), ingénieur et agronome français.
- 20 janvier : 
  - Alexandre-Émile Béguyer de Chancourtois (mort en 1886), géologue et minéralogiste français.
  - Wilhelm Paul Corssen (mort en 1875), philologue allemand spécialiste des langues latine et étrusque.
- 29 février : Lewis Swift (mort en 1913), astronome américain.
- 16 avril : Joachim Menant (mort en 1899), magistrat, philologue et assyriologue français.
- 16 avril : Victor Puiseux (mort en 1883), mathématicien et astronome français.
- 12 mai : 
  - John Casey (mort en 1891), géomètre irlandais.
  - Florence Nightingale (mort en 1910), infirmière et statisticienne britannique.
- 2 juin : Benjamin Corenwinder (mort en 1884), chimiste et industriel français.
- 11 juin : Alexandre Bertrand (mort en 1902), archéologue français.
- 15 juin : Claude Auguste Lamy (mort en 1878), chimiste français.
- 5 juillet : William Rankine (mort en 1872), physicien écossais.
- 2 août : John Tyndall (mort en 1893), scientifique et alpiniste irlandais.
- 7 octobre : Jean-Charles Houzeau de Lehaie (mort en 1888), astronome et journaliste belge.
- 13 octobre : John William Dawson (mort en 1899), géologue canadien.
- 17 octobre : Édouard Roche (mort en 1883), mathématicien et astronome français.

## Décès

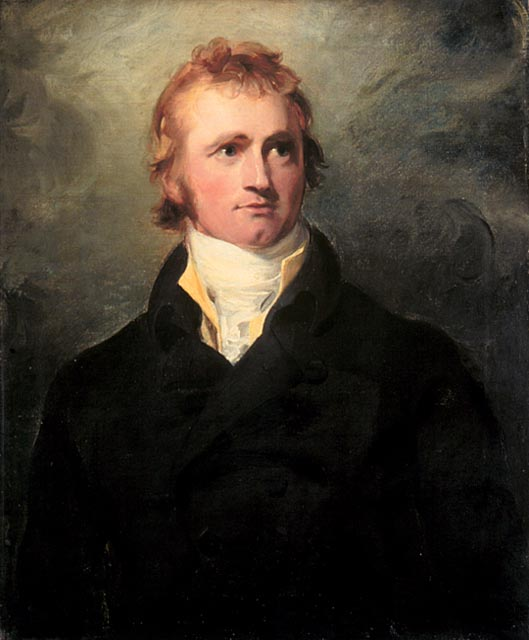
Alexander Mackenzie par Thomas Lawrence

- 16 février : Nicolaus Michael Oppel (né en 1782), naturaliste allemand.
- 11 mars : Alexander Mackenzie (né en 1764), explorateur canadien.
- 1er avril : Isaac Milner (né en 1750), mathématicien et inventeur britannique.
- 12 avril : Arthur Young (né en 1741), agriculteur et agronome britannique.
- 25 avril : Volney (né en 1757), philosophe et orientaliste français.
- 19 juin : Sir Joseph Banks (né en 1743), naturaliste et botaniste britannique.
- 21 juin : Alexis Thérèse Petit (né en 1791), physicien français.
- 11 octobre : James Keir (né en 1735), chimiste, géologue, industriel et inventeur écossais.